# Jarvis Varnado
Jarvis Lamar Varnado (ur. 1 marca 1988 w Fairfax) – amerykański koszykarz, występujący na pozycjach silnego skrzydłowego lub środkowego, mistrz NBA z 2013.
Jest rekordzistą NCAA w liczbie bloków (564) uzyskanych w trakcie kariery w lidze akademickiej.
20 marca 2018 opuścił hiszpańską Tecnycontę Saragossa.
25 września 2019 został zawodnikiem izraelskiego Hapoelu Gilboa Gelil.

## Osiągnięcia
Stan na 25 września 2019, na podstawie, o ile nie zaznaczono inaczej.
NCAA
- MVP turnieju konferencji Southeastern (SEC – 2009)[5]
- Obrońca Roku:
  - NCAA według NABC (2010)[6]
  - konferencji SEC (2008–2010)[7]
- Laureat:
  - Lefty Driesell Award (2010)[8]
  - Howell Trophy  (2009, 2010)
- Zaliczony:
  - I składu:
    - SEC (2009–2010)
    - defensywnego SEC (2008–2010)
    - turnieju SEC (2009, 2010)

  - składu honorable mention:
    - SEC (2008)
    - All-America (2009, 2010 przez AP)
- 2-krotny lider NCAA w blokach (2008, 2009)[9]

NBA
- Mistrz NBA (2013)

Indywidualne
- Uczestnik meczu gwiazd D-League (2014)
- Zawodnika tygodnia D-League (3.12.2012)
- 2-krotny lider D-League w blokach (2013, 2014)

Reprezentacja
- Brązowy medalista uniwersjady (2009)